# Кушев, Мартин
Марти́н Ку́шев (25 августа 1973, Троян, Болгария) — болгарский футболист, нападающий, тренер.

## Карьера

### Клубная
Начинал футбольную карьеру в клубах «Троян» и «Янтра» из Габрово.
В России играл за «Шинник» и «Амкар». После перехода в казанский «Рубин» Алексея Попова в 2008 году стал капитаном «Амкара». Несмотря на то, что Кушев считается одним из наиболее дисциплинированных игроков «Амкара», за сезон 2008 Мартин заработал две красные карточки (столько же у всей остальной команды в сумме). Первую в матче седьмого тура со своим бывшим клубом «Шинником» за непристойный жест в сторону главного тренера соперников Сергея Юрана, вторую за две желтые карточки в матче одиннадцатого тура с ЦСКА ещё в первом тайме. В серии послематчевых пенальти в финале Кубка России 2007/08 из игроков «Амкара» лишь Кушев смог поразить ворота Игоря Акинфеева. Гол Мартина Кушева с пенальти в матче 29 тура чемпионата России против «Томи» впервые в истории дал возможность «Амкару» выступать в европейских кубках. Мартин являлся самым возрастным футболистом Премьер-лиги 2010.
В РФПЛ провёл 174 игры, забил 45 мячей.
В 2011 году после окончания срока контракта вернулся в «Славию» продолжать карьеру футболиста, однако после отставки главного тренера команды Эмила Велева был назначен на должность главного тренера. В конце ноября 2012 года уволен с этого поста.

### В сборной
Единственный матч за сборную Болгарии провёл 12 сентября 2007 года в квалификационной игре против сборной Люксембурга (победа 3:0), выйдя на замену Ивелину Попову на 74 минуте.

## Достижения
- Чемпион Болгарии: 2002
- Обладатель Кубка Болгарии: 2002

## Статистика
| Сезон   | Команда             | Игры | Голы |
| ------- | ------------------- | ---- | ---- |
| 1991/92 | Локомотив (Дряново) | 16   | 4    |
| 1992/93 | Янтра (Габрово)     | 4    | 0    |
| 1993/94 | Чардафон (Габрово)  | 10   | 2    |
| 1994/95 | Чардафон            | 17   | 5    |
| 1995/96 | Чардафон            | 23   | 8    |
| 1996/97 | Спартак (Варна)     | 29   | 6    |
| 1997/98 | Славия (София)      | 24   | 3    |
| 1998/99 | Славия (София)      | 23   | 7    |
| 1999/00 | Славия (София)      | 14   | 8    |
| 1999/00 | Саарбрюккен         | 18   | 4    |
| 2000/01 | Славия (София)      | 17   | 11   |
| 2001/02 | Славия (София)      | 17   | 7    |
| 2001/02 | Левски (София)      | 15   | 6    |
| 2002/03 | Славия (София)      | 13   | 17   |
| 2003    | Шинник              | 30   | 9    |
| 2004    | Шинник              | 10   | 1    |
| 2004/05 | Литекс              | 14   | 2    |
| 2005    | Амкар               | 7    | 3    |
| 2006    | Амкар               | 24   | 5    |
| 2007    | Амкар               | 26   | 10   |
| 2008    | Амкар               | 27   | 9    |
| 2009    | Амкар               | 27   | 8    |
| 2010    | Амкар               | 23   | 1    |
| 2010/11 | Славия              | 7    | 0    |